# Peter Yarrow
Peter Yarrow (Nova York, 31 de maig de 1938 - Nova York, 7 de gener de 2025) va ser un cantant i compositor estatunidenc.
Peter Yarrow fou membre del grup de música folk Peter, Paul and Mary, juntament amb Paul Stookey i Mary Travers. El 1961 fou un dels cofundadors del grup, símbol de la lluita pacifista i pels drets civils, un grup que duraria fins a la seva separarió el 1970. Peter Yarrow va coescriure la cançó Puff, el drac màgic juntament amb Lenny Lipton, que es va convertir en el major èxit de la banda, i un dels grans himnes dels seixanta, un tema popularitzat a Catalunya arran de les versions de Falsterbo 3 i Joan Manuel Serrat entre d'altres. A part de la música, va començar a fer activisme per diverses causes socials.
Yarrow va morir a Nova York a causa d'un càncer de bufeta, que havia contret quatre anys abans.